# Париз
Париз (фр. Paris, /pa.ʁi/ⓘ, лат. Lutetia) је главни и највећи град Француске. Налази се у центру Париског басена, над реком Сеном (La Seine). Реком је подељен на два дела: на северну „Десну обалу“ и на јужну, мању, „Леву обалу“. Град представља политичко, економско, образовно и културно средиште централизоване француске државе, а и Европе.
Париз је један од најзначајнијих светских градова. У њему су седишта међународних организација УНЕСКО, ОЕЦД и неформалног Париског клуба. Са светом је повезан преко 2 велика аеродрома и 6 главних железничких станица.
У Паризу се налазе многе знаменитости и туристичке атракције. Са историјом дугом 2 миленијума, овај град је био место значајних историјских догађаја и стециште уметника. Због тога сваке године Париз посети до 30 милиона туриста. По броју туриста Париз је најпосећенија светска туристичка дестинација. Такође је познат по имену „Град светлости“.
Град има преко два милиона становника (2.102.650, процена из 2023), а англомерација преко 13 милиона (13.024.518, процена из 2017). Ова непрекинута урбана зона Париза (без сателитских насеља) је највећа у Европској унији.

### Административни статус
Париз је засебан департман у Француској са бројем 75 и седиште административног региона Ил-д-Франс (Île-de-France). Сем Париског департмана у његов састав улазе и: Есон (Essonne) број 91, Сенски висови (Hauts-de-Seine) број 92, Сена Сен Дени (Seine-Saint-Denis) број 93, Сена и Марна (Seine-et-Marne) број 77, Долина Марне (Val-de-Marne) број 94, Долина Оазе (Val-d'Oise) број 95 и Ивлен (Yvelines) број 78.
Париз је подељен у двадесет нумерички организованих области (арондисмана). Арондисмани су распоређени по спиралној шеми, са првим арондисманом у центру града.

## Географија
Париз се простире на 105,4 km². Град има две велике градске шуме које га одвајају од предграђа: Булоњску и Венсенску.
Река Сена повезује Париз са унутрашњошћу земље (Бургундија) и са каналом Ламанш. Близина велике реке је била разлог за оснивање града на овом месту и најважнији фактор његовог развоја. Већи део града, који се налази на десној обали, посвећен је институцијама трговине и финансија, док је лева обала са Латинском четврти универзитетски и стамбени центар.
Острво Де ла Сите се налази у срцу града. Ту је настало прво насеље у доба антике. Године 1584. краљ Анри III је повезао мања острва и добио већу површину за изградњу. Временом је острво од 8 хектара порасло на 17. Мост који повезује обале Сене преко овог острва, „Нови мост“ (Pont Neuf), је најстарији сачувани мост у Паризу.
Некадашње Острво лабудова (Île aux Cygnes) је 1773. спојено са Марсовим пољима.
Највише природно узвишење у граду је брдо Монмартр са 129 m висине. До његовог врха вози жичара. Ту се налази црква Сакре кер („Свето срце“).

### Клима
Град се налази у умереној климатској зони. Средња годишња температура износи 10,8 °C, док је просечна годишња количина падавина 647 милиметара. Најтоплији је месец јул са просеком од 18,4 °C, а најхладнији јануар са 3,5 степена. Највише падавина има у мају, а најмање у фебруару.
| Клима Париза (1961—1990)                  | Клима Париза (1961—1990) | Клима Париза (1961—1990) | Клима Париза (1961—1990) | Клима Париза (1961—1990) | Клима Париза (1961—1990) | Клима Париза (1961—1990) | Клима Париза (1961—1990) | Клима Париза (1961—1990) | Клима Париза (1961—1990) | Клима Париза (1961—1990) | Клима Париза (1961—1990) | Клима Париза (1961—1990) | Клима Париза (1961—1990) |
| Показатељ \ Месец                         | .Јан.                    | .Феб.                    | .Мар.                    | .Апр.                    | .Мај.                    | .Јун.                    | .Јул.                    | .Авг.                    | .Сеп.                    | .Окт.                    | .Нов.                    | .Дец.                    | .Год.                    |
| ----------------------------------------- | ------------------------ | ------------------------ | ------------------------ | ------------------------ | ------------------------ | ------------------------ | ------------------------ | ------------------------ | ------------------------ | ------------------------ | ------------------------ | ------------------------ | ------------------------ |
| Апсолутни максимум, °C (°F)               | 15,3 (59,5)              | 20,3 (68,5)              | 24,7 (76,5)              | 27,8 (82)                | 30,2 (86,4)              | 34,4 (93,9)              | 35,4 (95,7)              | 39,3 (102,7)             | 32,7 (90,9)              | 28,0 (82,4)              | 20,3 (68,5)              | 17,1 (62,8)              | 39,3 (102,7)             |
| Средњи максимум, °C (°F)                  | 6,3 (43,3)               | 7,9 (46,2)               | 11,0 (51,8)              | 14,5 (58,1)              | 18,1 (64,6)              | 21,6 (70,9)              | 23,9 (75)                | 23,6 (74,5)              | 20,8 (69,4)              | 16,0 (60,8)              | 10,1 (50,2)              | 7,0 (44,6)               | 15,1 (59,2)              |
| Просек, °C (°F)                           | 4,2 (39,6)               | 5,3 (41,5)               | 7,8 (46)                 | 10,6 (51,1)              | 14,3 (57,7)              | 17,4 (63,3)              | 19,6 (67,3)              | 19,2 (66,6)              | 16,7 (62,1)              | 12,7 (54,9)              | 7,7 (45,9)               | 5,0 (41)                 | 11,7 (53,1)              |
| Средњи минимум, °C (°F)                   | 2,0 (35,6)               | 2,6 (36,7)               | 4,5 (40,1)               | 6,7 (44,1)               | 10,1 (50,2)              | 13,2 (55,8)              | 15,2 (59,4)              | 14,8 (58,6)              | 12,6 (54,7)              | 9,4 (48,9)               | 5,2 (41,4)               | 2,9 (37,2)               | 8,3 (46,9)               |
| Апсолутни минимум, °C (°F)                | −13,9 (7)                | −9,8 (14,4)              | −8,6 (16,5)              | −1,8 (28,8)              | 2,0 (35,6)               | 4,2 (39,6)               | 9,5 (49,1)               | 8,2 (46,8)               | 5,8 (42,4)               | 0,4 (32,7)               | −4,2 (24,4)              | −25,6 (−14,1)            | −25,6 (−14,1)            |
| Количина падавина, mm (in)                | 55 (21,7)                | 45 (17,7)                | 52 (20,5)                | 50 (19,7)                | 62 (24,4)                | 53 (20,9)                | 58 (22,8)                | 46 (18,1)                | 53 (20,9)                | 55 (21,7)                | 57 (22,4)                | 55 (21,7)                | 642 (252,8)              |
| Извор: Relevés Paris-Montsouris 1961-1990 |                          |                          |                          |                          |                          |                          |                          |                          |                          |                          |                          |                          |                          |

## Историја

### Настанак
Најранији археолошки знакови сталног људског насељавања париског подручја датирају око 4200. п. н. е. Претпоставља се да је Париз касније име добио по келтском племену Паризи, који су населили подручје крај реке Сене средином 3. века пре наше ере око келтске тврђаве под именом Лутеција. Тврђава се налазила на острву Де ла сите. Име Лутеција се по први пут помиње године 53. п. н. е. у шестој књизи Јулија Цезара из циклуса De bello Gallico.
Када су се Римљани приближили овом насељу 52. п. н. е., Паризи су спалили Лутецију и све мостове.
Римљани су освојили париски базен 52. п. н. е. и на левој обали Сене саградили нови град на брду које ће касније бити познато као брдо Свете Женевјеве. Галско-римски град изворно је називан „Лутеција“, али назив је касније галициран у Лутеце. У римској Галији овај град се звао Civitas Parisiorum, или Паризија, и није имао већи значај. Током следећих столећа знатно се проширио, прераставши у напредан град с форумом, палатама, купатилима, храмовима, театрима и амфитеатром. Пад Римског царства и германске инвазије у петом столећу, означили су за Париз почетак периода опадања. До 400., Лутеце, тада увелико напуштен од својих становника, био је скоро само гарнизон утаборен у ужурбано утврђеном средишњем острву. Свеци заштитници града су Свети Жермен (Saint Germain) и Света Женевјева (Sainte Geneviève), за које се верује да су убедили хунског ратника Атилу да поштеди град у 5. веку. При крају римске окупације град је поново назван именом „Париз“.

### Средњи век
Долазак Меровинга у 5. веку је означио крај римске владавине. Године 508, Париз је постао престоница меровиншке државе под краљем Хлодовехом I. Током владавине Каролинга град су више пута нападали Нормани. Владари династије Капет су Париз прогласили престоницом Француске. Краљ Филип II Август (1165–1223) је утврдио град и саградио палату Лувр. У то време се на десној обали развило занатство. Прва наткривена пијаца је отворена 1181. Почетком 14. века из више мањих школа се развио Универзитет Сорбона. Краљ Шарл V је на левој обали Сене подигао зидине за одбрану града од Енглеза. Године 1370. подигао је зид и на десној обали. Током Стогодишњег рата, Паризом су од 1420. до 1436. владали Енглези.
Париз је био католичка тврђава за време верских ратова у Француској у другој половини 16. века. У Бартоломејској ноћи 24. августа 1572. хиљаде француских протестаната (хугенота) су побијени у Паризу. За време владавине Луја XIV уведено је улично осветљење, модернизовано снабдевање водом и изграђене болнице. Он је наредио рушење градских зидина и изградњу великих градских булевара. Краљева резиденција се преселила у Версај. Ипак, Париз је остао, без премца, политички, привредни и демографски центар Француске.
Године 1789, у Паризу је избила Француска револуција која је утрла пут збацивању монархије и оснивању француске Републике. Нова градска утврђења су подигнута 1844. на месту данашњег Периферијског булевара. Са дужином од 39 km, са 94 бастиона и 16 тврђава, ово је представљало највеће утврђење на свету.
У другој половини 19. и првој половини 20. века у Паризу је одржано шест Светских изложби (1855, 1867, 1878, 1889, 1900. и 1937). Ове изложбе су подвукле глобални културни и политички значај Париза. Немачке трупе су освојиле Париз 1871. Уследила је народна побуна позната као Париска комуна. Период од 1871. до 1914. се означава као „Бел епох“ (лепа епоха, belle époque). Град је у другој половини 19. века доживео велике архитектонске промене по плановима барона Османа. Цели блокови кривудавих и уских средњовековних улица су срушени да би се изгрдиле широке авеније, булевари и неокласицистичке фасаде које су слика Париза данас. У то доба су изграђене железничка станица Лион, зграда Опере, мост Александра III, и препознатљиве станице метроа у стилу ове епохе.
Летње Олимпијске игре су одржане у Паризу 1900. и 1924.
Париз је био под немачком окупацијом у Другом светском рату од 1940. до 25. августа 1944.
У мају 1968. Париз је био центар студентских демонстрација, масовних штрајкова и нереда. Године 2005. нереди су избили у сиромашним имигрантским предграђима и проширили се на друге градове Француске.

## Становништво
| 1962.     | 1968.     | 1975.     | 1982.     | 1990.     | 1999.     | 2006.     | 2011.     |
| --------- | --------- | --------- | --------- | --------- | --------- | --------- | --------- |
| 2.790.091 | 2.590.771 | 2.299.830 | 2.176.243 | 2.152.423 | 2.125.246 | 2.181.371 | 2.249.975 |

У старом и средњем веку, а и касније, становништво Париза је пролазило кроз бројне ратове, епидемије и периоде глади, тако да је њихова бројност стагнирала. Тако је рецимо, 1832. у епидемији колере страдало 20.000 људи. Тек је период Индустријске револуције у 19. веку означио почетак снажног демографског развоја.
Од 1846. до 1876. број становника се од једног милиона удвостручио. Године 1921. у Паризу је живело 2,9 милиона људи. До данас је број становника у ужем, централном Паризу опао, али се њихов број у Париском региону попео на више од 9 милиона. По густини становништва у ужем центру, Париз је први међу милионским градовима света.
По закону, француски пописи становништва не смеју да прикупљају податке о етничкој или религијској припадности становништва. Међутим, по подацима пописа из 1999. види се да је 19,4% становништва рођено ван европске Француске. По томе је Париз веома мултикултуралан град. Највише нових имиграната пристиже из Кине и Африке.
Историјски, у Париз су се досељавали Италијани, Јевреји из централне Европе, Руси после Октобарске револуције, Јермени, људи из француских колонија, шпански, португалски и северноафрички економски емигранти од 1950-их од 70-их.

### Религије
Од 80% становника који се идентификују као верници, 75% припадају католичкој цркви. Град има 94 католичке општине, око 15 грчких и руских православних, као и једну српску (парохија Светог Саве у Паризу), која се налази на североистоку Париза, у 18. арондисману. У Паризу постоји седам синагога за око 220.000 Јевреја, и две џамије за 50.000 муслимана. Неки подаци говоре да су 15% становништва Париза муслимани. Само 12% хришћана и 15% Јевреја су активни верници.

## Знаменитости и култура Париза
Француска престоница има на стотине вредних историјских грађевина, цркава, улица, тргова и паркова, око 160 музеја, 200 уметничких галерија, око 100 позоришта, преко 650 биоскопа и више од 10.000 ресторана. Стално постоји богата понуда културних догађаја, попут концерата, изложби, фестивала и модних изложби. Дворци Фонтенбло и Версај (оба у предграђима) и обале Сене су на УНЕСКО-вој листи светске баштине. УНЕСКО има своје седиште у Паризу.
Градска катедрала Нотр Дам изграђена је у готском стилу између 1163. и 1235. Друга знаменита црква је базилика Сакр кер на брду Монмартру из 1914.
Најзначајнији музеји у Паризу су: Музеј Лувр, Музеј Орсе (посвећен уметности 19. века, нарочито уметности Импресионизма), Центар Жорж Помпиду (Национални музеј савремене уметности), Музеј човека (етнологија и антропологија), Пикасов музеј, Роденов музеј, Париске катакомбе итд.
Мазаренова библиотека из 1643. је најстарија јавна библиотека у Француској. Национална библиотека Француске се налази на две локације. Зграда „Ришеље“ је у другом арондисману, а крило „Франсоа Митеран“ у 13. Број књига у овој библиотеци се процењује на 30 милиона. У Паризу постоји 55 јавних библиотека.
Због историјске политике централизације у Француској, сва најбоља позоришта, опера и балет Француске су сконцентрисани у Паризу. Најпознатија позоришта су Комеди франсез (Comédie-Française, основано крајем 17. века) и Позориште на Јелисејским пољима (Théâtre des Champs-Élysées, основано почетком 20. века). Национална опера Париза наступа на две локације. Једна је стара зграда опере (Опера Гарније, по архитекти Шарлу Гарнијеу), отворена 1875, која је са 11.237 m² највећи светски театар. У њој наступа и балетска трупа Париске опере. Друга локација је Опера Бастиља, отворена 1989. Забавни и ревијални програм је репрезентован у театрима попут Мулен ружа и Лида.
Познате грађевине, авеније, паркови и четврти Париза су још:
- Монмартр — стециште уметника и боема.
- Авенија Јелисејска поља — најпознатија париска авенија.
- Монпарнас — историјска четврт уметника. Данас је ту високи и контроверзни облакодер.
- Тријумфална капија — славолук посвећен француским ратницима.
- Пантеон — бивша црква, од 19. века маузолеј заслужних француских великана.
- Палата инвалида — низ репрезентативних грађевина из 17. века намењених смештају ратних ветерана. Данас је то музеј и гробница више историјских личности, укључујући Наполеона.
- Гран пале — велика изложбена хала из 1900.
- Ајфелова кула — споменик архитектуре индустријског доба из 1889.
- Трг Конкорд — место где се за време Француске револуције налазила гиљотина. Данас је у средишту трга египатски обелиск из Луксора.
- Парк Тиљерије — историјски парк поред палате Лувр
- Латинска четврт — стециште универзитетске омладине, професора и интелектуалаца.
- Гробље Пер Лашез — на њему су сахрањене многе значајне личности (Балзак, Шопен, Оскар Вајлд, Едит Пијаф, Марија Калас, Џим Морисон...).
- Дефанс — модерна четврт савремене архитектуре са финансијским институцијама.

## Образовање
Периска регија има 17 јавних универзитета са 359.749 студената (податак из 2005). То је највећа концентрација студената у Европи. Велике школе и приватни универзитети образују још 240.778 студената.
Универзитет у Паризу (Сорбона) основао је Робер де Сорбон 1257. као заједницу школа које су постојале на левој обали Сене у Латинској четврти. Ове школе су већ имале европску репутацију, а предавања су била на латинском језику.
Током 19. века, на Сорбони се учило: право, наука, медицина, фармацеутика, књижевност и теологија.
После Студентских нереда 1968. јединствени универзитет је подељен у 13 делова (Париз I до Париз XIII). Године 1991. основана су још 4 универзитета у предграђима (укупно 17).

## Привреда
Париз је најзначајнији привредни центар Француске. Париски регион остварује више од четвртине националног производа земље. БДП је 2005. износио 478,7 милијарде евра. Град је познат по производњи луксузне робе, високе моде и накита. Остале значајне индустријске гране су хемијска, машинска и индустрија електричних апарата.
Скоро све значајне француске банке и финансијске институције имају своје седиште у Паризу. Град је један од најзначајнијих финансијских и трговачких центара Европе. Овом положају Париза доприноси једна од најјачих агроиндустрија у Европи. У француској економској политици улога државе је традиционално јака. Кључни сектори, посебно сектор енергије, су под државним монополом.
У туризму и пратећим активностима запослено је 6,2% радно активног становништва Париза. Године 2006. град је посетило 27 милиона туриста, од тога 17 милиона странаца.
Париз спада у регије Европе са највишим стандардом живота. Незапосленост је основни проблем од почетка 1990-их. Од тада је Париз изгубио око 250.000 радних места.

### Саобраћај
Као међународни пословни, трговински и туристички центар, Париз има развијену транспортну мрежу ауто-путева, брзих пруга и два велика аеродрома.
Градски превоз укључује 654 аутобуске линије, метро, 3 линије трамваја, приградску железницу и приватнике који опслужују 1.070 споредних аутобуских линија.
Париски метро има 380 станица и 16 линија (14 главних и две споредне). Дужина шина је 221.6 km. Пошто је растојање међу станицама мало, од 1960-их уведен је систем 5 експресних линија ка удаљеним предграђима под именом RER. Париз има и 4 линије лаке железнице.
Париз је главни центар националног система железница. У граду постоји 6 железничких станица: Север (Gare du Nord), Монпарнас (Gare Montparnasse), Исток (Gare de l'Est), Лион (Gare de Lyon), Аустерлиц (Gare d'Austerlitz) и Сен Лазар (Gare Saint-Lazare). Постоје три типа железничких линија: линије велике брзине (TGV), линије нормалних брзина и приградска железница.
Од јула 2007. град Париз нуди грађанима и туристима систем изнајмљивања бицикала за градску вожњу (Велиб). За ову намену одређено је 750 станица са око 10.000 бицикала.
Два велика париска аеродрома су Орли (јужно од града) и Шарл де Гол код места Роаси. Постоји и много мањи аеродром у Бовеу, око 70 km северно од града. Четврти аеродром, Ле Бурже, служи само за пословне авионе и сајмове авијације.
Град има 3 главна ауто-пута и око 2000 km магистралних путева.

## Култура

### Медији
Главне медијске куће Француске су концентрисане у Паризу. То су: издавачка кућа „Le Figaro“, медијске компаније „Vivendi Universal“, „Groupe Lagardère“ и „Groupe TF1“. Најважнији дневни листови су Ле Фигаро („Le Figaro“), Ле Монд („Le Monde“) и Либерасион („Libération“).

## Спорт
Главни спортски клубови у Паризу су фудбалски клуб Пари Сен Жермен, кошаркашки Расинг и рагби клуб Стад Франсе Пари.
Стад де Франс је највећи градски стадион. Изграђен је за Светско првенство у фудбалу 1998. и има 80.000 седишта. Користи се за фудбалске и рагби утакмице, као и за атлетику.
У Паризу су два пута одржане Летње олимпијске игре (1900. и 1924) и два Светска првенства у фудбалу (1938. и 1998).
Сваке сезоне бициклистичка трка Тур де Франс има другачију маршруту, али се завршна етапа увек вози у Паризу. Од 1975. циљ је на авенији Јелисејска поља.
Отворено првенство Француске у тенису се сваке године игра на црвеној глини стадиона Ролан Гарос у околини Париза. То је један од 4 престижна „Гренд слем“ турнира.

## Партнерски градови
Од 1956. једини партнерски град Париза је Рим. Од тог датума створен је и слоган „Само је Париз достојан Рима; само је Рим достојан Париза” (фр. Seule Paris est digne de Rome ; seule Rome est digne de Paris итал. ).

## Занимљивости

### Париз има много фасцинантних прича из Другог светског рата
Давне 1940. године Француску су окупирале нацистичке снаге, али Парижани су на разне начине окупаторима пружали отпор. Тако је, на пример, 1941. Хитлер дошао у посету својим трупама и по плану је требало да се током свог боравка попне и на Ајфелов торањ, како би уживао у погледу на покорену француску престоницу. Припадници Отпора су тада исекли каблове на лифту, и Хитлер је, бесан, ипак одлучио да се не пење уз 1.500 степеника торња. Мало је позната и чињеница да је током рата Велика париска џамија имала значајну улогу у спасавању живота градских Јевреја. Овде им је било обезбеђено уточиште, а добијали су и нове папире са муслиманским идентитетом. Иначе, Велика џамија је подигнута 1926. године у Латинском кварту и вредна је посете, а у њеном кафеу се можете окрепити одличним традиционалним чајем од нане.

### Париз није највећи град у коме се говори француски
Париз има само 2,8 милиона становника и није град са највише говорника француског језика. Иако ће многи помислити да та титула припада канадском граду Монтреалу, град у коме живи највише говорника француског језика се налази у Африци. У Киншаси, у Демократској Републици Конго, живи преко 10 милиона људи који говоре француски језик.

### Париз има свој Кип Слободе
Њујоршки Кип слободе је симбол овог града, а познато је да се ради о поклону Француске Сједињеним Америчким Државама. Многи знају да реплика Кипа Слободе постоји и у Паризу. Интересантно је да су ове две статуе окренуте једна према другој, и да симболишу француско-америчко пријатељство. Ипак, најзанимљивија чињеница је да Париз заправо има три Кипа Слободе. Први се налази на острву Île aux Cygnes, други се налази на улазу Музеја Орсеј, а трећи је на тргу испред Музеја уметности и заната.

### Тајно друштво рестауратора
У Паризу постоји група која себе назива “Les UX”, што је скраћено од “Urban eXperiment“. Les UX проваљује на места од историјског и културног значаја и – поправља и рестаурира их. Циљ ове тајне организације је да улепша и унапреди Париз. Тако су, на пример, рестаурирали сат на Пантеону, али су изградили и бар-ресторан испод Трокадера. Заслужни су и за оснивање једног биоскопа, а редовно организују и културна дешавања.

### Обезглављена глава свеца у Паризу
Широм града сусретаћете се са феноменом обезглављеног свеца, који своју главу дружи у рукама. Ради се о светом Дионизију (односно Денису), свецу заштитнику града, коме су Римљани одрубили главу јер није желео да се одрекне хришћанства. Према легенди, након погубљења, он је устао и одшетао, носећи сопствену главу у рукама – а тако је представљен на већини приказа у граду.

### Један посебан гаргојл вас посматра са Нотр Дама
Ова средњовековна катедрала представља један од најлепших примера француске готике. Нажалост, крајем 18. века, у радикалној фази Француске револуције, оскрнављена је, опљачкана и у великој мери оштећена. Спасао ју је Виктор Иго, чији роман Звонар Богородичине цркве јој је вратио популарност. Црква је почела да привлачи хиљаде туриста, Париз је уложио новац у њену обнову, а између осталог, Француска је тада почела да системски рестаурира предренесансне грађевине. За обнову Нотр Дама био је задужен Eugène-Emmanuel Viollet-le-Duc. Архитекта је себи дозволио ту слободу да један од гаргојла који красе цркву добије лице љутите жене са шеширом, за коју се популарно верује да је припадало његовој ташти.<ref name=":1">

### Париз има своје село
La Campagne à Paris је једна од најбоље чуваних тајни Париза. Ово мини-село у 20. арондисману представља малу оазу мира, која је од Périphérique-a или Porte de Bagnolet Metro-a удаљена само неколико минута. Док се шетате идиличним улицама и дивите се пастелним фасадама и цветним двориштима, требало би да знате да цене ових кућица, које су некада припадале радничкој класи, сада крећу од милион еура, па навише. Али гледање је бесплатно.

## Галерија
- Поглед на реку са врха Ајфеловог торња
- Поглед на град са врха Ајфеловог торња
- Градска већница
- Тријумфална капија
- Јованка Орлеанка
- Четврт Маре, остатак средњовековног Париза
- Мона Лиза — портрет из музеја Лувр
- Музеј Орсе (бивша жел. станица)
- Катедрала Нотр Дам
- Скулптура на „Великој палати“ (Гран пале)
- Зграда опере Гарније
- Палата инвалида
- Базилика Сакре кер
- Трг Конкорд са обелиском из Луксора
- Авенија Јелисејска поља са Тријумфалном капијом у позадини
- Ајфелов торањ
- Мулен руж
- Савремена четврт Дефанс са Ајфеловог торња
- Булевар Осман
- Река Сена